# インディゴ地平線
『インディゴ地平線』（インディゴちへいせん）は、日本のロックバンド・スピッツの通算7作目のオリジナルアルバム。1996年10月23日にポリドールより発売された。

## 概要
- これまでファンタジックな内容の楽曲が多かったのに対し、前年のブレイクによる影響から本作ではリアリスティックな視点からの楽曲が多くなった。草野曰く「裸足で地面に立ち、真っ直ぐ地平線を見つめるイメージ」。
- この頃はバンドとして相当忙しく、歌入れの当日に歌詞が出来ていなかったり、レコーディングも徹夜で行なわれることが多かった。その反作用から、音としては「余裕を見せる」楽曲作りを心掛けたと草野は語っていた。しかし、三輪はこの頃急にギターが弾けなくなってしまい、スケジュールにも遅れが生じていた。最初に決定された発売日（10月23日）が延期されることはなかったが、ミックスダウンにも時間がかかり、アルバム制作は9月初旬まで行なわれることとなった。こういった経緯から、メンバーは「一番思い出深いアルバム」と語っている。
- 本作では、久々の三輪テツヤ作品に加え、初めてベースの田村明浩の作品が収録された。
- カバーモデルは、本作の約二週間前に発売されたライヴビデオ『JAMBOREE 1』のジャケットも飾った小倉智栄[1]で、アルバムの表題曲のPVにも登場。また、本作の発売と同時に開始した全国ツアー「JAMBREE TOUR '96-'97」のステージセットに描かれるモデルにも起用された。
- 初回仕様はスリーブケース、オレンジカラートレイ、ピクチャーレーベルとなっている。
- プロデューサー笹路正徳との最後のアルバム。エンジニアは『Crispy!』の森山恭行が再び起用された（「チェリー」のみ坂本充弘）。
- 現在オリジナル盤は廃盤となり、LAのエンジニア、スティーヴン・マーカソンによりリマスタリングを施して、2002年10月16日に再発。rockin'onの井上貴子によるライナーノーツが封入されている。
- 裏ジャケットは、メンバーの目線が異なっている２タイプの仕様がある。

## 収録曲
| 全作詞: 草野正宗、全編曲: 笹路正徳 & スピッツ。 |                              |           |          |      |
| #                                               | タイトル                     | 作詞      | 作曲     | 時間 |
| 1.                                              | 「花泥棒」                   | 草野正宗  | 三輪徹也 | 1:50 |
| 2.                                              | 「初恋クレイジー」           | 草野正宗  | 草野正宗 | 4:09 |
| 3.                                              | 「インディゴ地平線」         | 草野正宗  | 草野正宗 | 4:20 |
| 4.                                              | 「渚」(アルバム・バージョン) | 草野正宗  | 草野正宗 | 4:47 |
| 5.                                              | 「ハヤテ」                   | 草野正宗  | 草野正宗 | 3:15 |
| 6.                                              | 「ナナへの気持ち」           | 草野正宗  | 草野正宗 | 3:42 |
| 7.                                              | 「虹を越えて」               | 草野正宗  | 草野正宗 | 4:13 |
| 8.                                              | 「バニーガール」             | 草野正宗  | 草野正宗 | 3:49 |
| 9.                                              | 「ほうき星」                 | 草野正宗  | 田村明浩 | 4:11 |
| 10.                                             | 「マフラーマン」             | 草野正宗  | 草野正宗 | 3:37 |
| 11.                                             | 「夕陽が笑う、君も笑う」     | 草野正宗  | 草野正宗 | 3:27 |
| 12.                                             | 「チェリー」                 | 草野正宗  | 草野正宗 | 4:19 |
| 合計時間:                                       | 合計時間:                    | 合計時間: | 45:39    |      |

### 楽曲解説
1. 花泥棒
  - パンクナンバー。草野は「俺には絶対作れない曲」と絶賛した。本当は30秒程度の曲にしたかったらしい。当初は「花泥棒〜」と言う箇所を「アパガード〜」と歌っていたため、仮タイトルは「アパガード」だった。三輪がボーカルを録った音源も存在する。
2. 初恋クレイジー
  - TBS系ドラマ『メロディ』の主題歌のオファーがきた際、メンバーは最初「この曲をシングルカットして主題歌に」と希望したが、制作側から「どうしても新曲を」と言われ、「スカーレット」を書き下ろした。ちなみにこの曲は同ドラマの挿入歌として一度だけ使用されている。間奏ではハーモニカによる演奏がある。仮タイトルは「バナ天」。
  - ジャルジャルの福徳秀介が原作の小説「今日の空が一番好き、とまだ言えない僕は」には同曲が登場しており、物語内において登場人物が同曲を「世界最高の演奏」と褒め称えている場面も存在する[2]。なお福徳は中学時代からのスピッツの大ファンである（詳細は本人の項目を参照）。
3. インディゴ地平線
  - 今作の表題曲で、PVも制作されている。
4. 渚
  - 先行シングルとなる14thシングル。
  - 表記はないがアルバムバージョンであり、シングルバージョンよりもイントロが長くなっている。本作のタイトル候補でもあった。
5. ハヤテ
仮タイトルは「ロイホ」。ちなみにロイホとはファミレスのロイヤルホストのことで、次曲の「ナナへの気持ち」の歌詞に登場している。
6. ナナへの気持ち
  - 間奏で聴こえる女性の声は、元エフエム福岡のDJ半田嘉子（現在はベース・田村明浩の夫人）のもので、草野と語り合っている音声のピッチを上げたものだという。初め女の子の名前は「チカ」だったが響きの問題から「ナナ」になった。曲中で描かれている女の子は日焼けしていて髪を染め、大きなピアスをしているという少女像。草野曰く「コギャル賛歌」。
7. 虹を越えて
仮タイトルは「山田倉庫」。
8. バニーガール
  - 13thシングル「チェリー」のカップリング曲。
  - 本作では森山恭行によってリミックスされている。オリジナルバージョンのエンジニアは「チェリー」同様、坂本充弘。
9. ほうき星
  - 作曲は田村明浩。サビの歌詞が韻を踏んでいる。
10. マフラーマン
  - 「マフラーマン」とは、草野曰く「正義も悪も超越したヒーロー」。仮タイトルは「ビーボ、VIBOギター」。
11. 夕陽が笑う、君も笑う
  - 仮タイトルは「ミネソタ野郎」。
12. チェリー
  - 13thシングル。

## アナログ盤
- Spitz Analog Disc Collection Vol.1として、アナログ盤が1997年1月1日にリリースされた。
- オレンジ・クリア・ビニール仕様。
- 和田ラヂヲによるオリジナルコミックを収録。
- 曲順、構成は以下の通り。

| 全編曲: 笹路正徳 & スピッツ。 |                      |       |            |      |
| #                             | タイトル             | 作詞  | 作曲・編曲 | 時間 |
| 1.                            | 「花泥棒」           |       |            | 1:50 |
| 2.                            | 「初恋クレイジー」   |       |            | 4:09 |
| 3.                            | 「インディゴ地平線」 |       |            | 4:20 |
| 4.                            | 「渚」               |       |            | 4:47 |
| 5.                            | 「ハヤテ」           |       |            | 3:15 |
| 6.                            | 「ナナへの気持ち」   |       |            | 3:42 |
| 合計時間:                     | 合計時間:            | 22:03 |            |      |

| 全編曲: 笹路正徳 & スピッツ。 |                          |       |            |      |
| #                             | タイトル                 | 作詞  | 作曲・編曲 | 時間 |
| 1.                            | 「虹を越えて」           |       |            | 4:13 |
| 2.                            | 「バニーガール」         |       |            | 3:49 |
| 3.                            | 「ほうき星」             |       |            | 4:11 |
| 4.                            | 「マフラーマン」         |       |            | 3:37 |
| 5.                            | 「夕陽が笑う、君も笑う」 |       |            | 3:27 |
| 6.                            | 「チェリー」             |       |            | 4:19 |
| 合計時間:                     | 合計時間:                | 23:36 |            |      |

## 演奏
- 草野マサムネ：Vocals, Harmonica
- 三輪テツヤ：Guitars, Electric Sitar
- 田村明浩：Bass Guitar
- 崎山龍男：Drums
- 笹路正徳：Keyboards, Synthesizers, Acoustic Piano, Vibraphone, Additional Guitar (#3.5.10)
- 川瀬正人：Percussion (#1.2)
- 高桑英世：Flute (#10)
- ジェイク・H・コンセプション：Clarinet (#12)
- 柳沼寛、高野正幹：Alto Sax (#12)
- 森守：Tenor Sax (#12)
- 上里稔：Baritone Sax (#12)
- 篠崎正嗣ストリングス：Strings (#12)
- 山岡京子：Background Vocal (#9)
- 半田嘉子：Narration (#6)
- 片瀬饅頭合唱團：Choir (#1)
- 横山剛：Computer Programming